# Kabel Polski Bydgoszcz
KS Kabel Polski Bydgoszcz – bydgoski fabryczny klub sportowy założony w 1930, rozwiązany w 1937 roku. Przez 2 sezony (1932 i 1936) piłkarze tego klubu grali w klasie A Pomorskiego Związku Okręgowego Piłki Nożnej.

## Historia
Klub założono 17 maja 1930 przy fabryce Kabel Polski. Swój pierwszy mecz KS Kabel Polski przegrał z Polonią Bydgoszcz 1:10. W barażach o awans do klasy A w 1932 KS Kabel Polski pokonał Wisłę Tczew. Bydgoszczanie w klasie A gościli tylko rok. Po raz drugi Kabel Polski awansował do klasy A w 1935 klub znów tylko przez rok grał w najwyższej klasie pomorskiej. W styczniu 1937 klub został rozwiązany na skutek uchwały PZOPN dotyczącej klubów fabrycznych, a jego drużyna piłkarska została przejęta przez KS Świt Bydgoszcz przy Kole Nr 1 Związku Rezerwistów przy fabryce Kabel Polski. W czasie II wojny przy fabryce Kabelwerk Bromberg ponownie zaistniała drużyna piłkarska. Po wojnie przy Bydgoskiej Fabryce Kabli istniała drużyna KS Kabel Bydgoszcz.

## Sukcesy
- Wicemistrzostwo Bydgoszczy - 1932